# Peinture-poème « Photo : ceci est la couleur de mes rêves »
Peinture-poème « Photo : ceci est la couleur de mes rêves » est un tableau peint par Joan Miró en 1925. Cette huile sur toile présente deux inscriptions sur un fond nu, « Photo » et « ceci est la couleur de mes rêves », cette dernière surmontée d'une tache bleue. Elle est conservée au Metropolitan Museum of Art, à New York.
Le titre de cette « peinture-poème, la plus mystérieuse de toutes » pour Jacques Dupin, sera repris, à un mot près, comme titre de l’ouvrage d’entretiens de Miró avec Georges Raillard (Ceci est la couleur de mes rêves). Dans ces entretiens, Miró déclare : 

« – Quand vous avez peint Ceci est la couleur de mes rêves, vous avez écrit en haut de la toile « photo »…

– Parce que j'étais parti de l'idée d'une photo - je ne me souviens plus du tout de ce que c'était cette photo. Je n'ai pas fait un collage de cette photo.
Ni une reproduction. J'ai peint simplement le mot « photo ». C'était plus dans la ligne de Picabia que dans celle de Breton. »

## Expositions
- Miró : La couleur de mes rêves, Grand Palais, Paris, 2018-2019 — n° 21